# Зроби подарунок Україні! Переходь на українську!
Зроби подарунок Україні! Переходь на українську! — всеукраїнський проект громадської організації «Не будь байдужим», який складався з низки масштабних інтерактивних рок-концертів у 2007—2008 роках у різних містах України за участю відомих музикантів. Крім того, волонтери роздавали багатотиражні агітаційні матеріали з закликом до російськомовних громадян України переходити на українську мову, а спонсори проекту забезпечували школи сучасною українською літературою та україномовними перекладами тощо. Мета акції: допомогти людям, які хотіли б розмовляти українською, але не наважуються подолати психологічний бар'єр у російськомовному середовищі.
Постійні учасники концертів — гурти «Мотор'ролла», «От Вінта», «Мандри», «Гуляйгород», а також лірник Володимир Кушпет (один із засновників популярного колись гурту Кобза) і бандурист Сергій Захарець. На окремих концертах виступали «Тартак», «ФлайzZzа», «Гайдамаки», «Фліт» і народна артистка України Ніна Матвієнко. Також організатори на кожен концерт запрошували по одному місцевому україномовному колективові. Загалом концерти відвідало близько 20000 осіб.
Під час концертів музиканти вели живе спілкування з аудиторією: обговорювали важливість української мови для побудови Держави, розповідали про власні приклади переходу на українську мову, способи полегшити перехід тощо. Саме в цьому полягала інтерактивність акцій. Учасники та організатори заходів відвідали численні прес-конференції і дали велику кількість інтерв'ю. Перебіг акцій широко описувала регіональна україномовна і російськомовна преса в тих містах, де вони проходили, а також загальнонаціональні видання.
У ході акції в 12-ти обласних центрах активісти роздали 50000 брошур під назвою «Зроби подарунок Україні! Переходь на українську!».
Кожна україномовна школа цих міст отримала по комплекту з 30-ти україномовних книг сучасної української та перекладної літератури, загалом ? книг.
Старт всеукраїнського проекту «Зроби подарунок Україні! Переходь на українську!» відбувся 27 грудня 2006 року в Українському домі в Києві. З цієї нагоди провели прес-конференцію і зірки роздавали книжечок «Зроби подарунок Україні! Переходь на українську!». Захід відвідало 100 осіб, зокрема 26 журналістів.

## Перед'історія проекту
Засновниками акції «Не будь байдужим!» стали музиканти Сашко Положинський (лідер гурту «Тартак») і Сергій Присяжний (лідер гурту «Моторролла»). 11 вересня 2005 року розпочалася серія інтерактивних рок-концертів за участю гуртів: «Мандри», «Мотор'ролла», «OT VINTA», «Гайдамаки», «Скай», «ФлайzZzа», «Гуляйгород», а також лірника Володимира Кушпета і бандуриста Сергія Захарця. Концерти проходили під гаслом «Ні Малоросії! Зробимо країну Україною!».. Від вересня 2005 до грудня 2006 року акція прокотилась по таких містах: Костопіль, Яготин, Лубни, Сміла, Біла Церква, Фастів, Умань, Бердичів, Гайсин, Олександрія, Полтава, Ковель, Шпола, Старокостянтинів. За цей час концерти відвідало загалом 35000 осіб і 58 журналістів, а в їх організації взяло участь 115 волонтерів.
10 травня 2006 року відбулася прес-конференція, на якій Положинський і Присяжний оголосили про заснування громадського руху «Не будь байдужим!» за назвою попередньої акції. Тож наступні концерти проходили під егідою цього руху.
27 грудня 2006 року на прес-конференції в Українському домі в Києві оголошено про старт проекту «Зроби подарунок Україні! Переходь на українську!», організатором якого був цей громадський рух.
Тож хоча офіційно перший концерт в рамках проекту пройшов 13 квітня 2007 року, але музиканти приблизно в тому самому складі вже до того понад півтора року проводили музично-інтерактивні акції в різних містах центральної України. За цей час відбулось 16 концертів.
Напередодні нового, 2007 року, в Києві відбулась акція під назвою «Зроби подарунок до Нового року! З 2007-го переходь на українську». Волонтери роздали 5000 примірників брошури «Зроби подарунок Україні! Переходь на українську!». З нагоди акції відбулась прес-конференція, на якій Лариса Масенко розповіла про успішний досвід відродження рідної мови в таких країнах як Ізраїль, Чехія та Фінляндія, і наголосила на зв'язку цього процесу з успішним розвитком економіки.

## Інтерактивні рок-концерти
Перший концерт в рамках проекту відбувся 13 квітня 2007 року в Чернігові в міському Будинку культури. Виступали українські гурти та виконавці: «Тартак», «Мотор'ролла», «От Вінта» «ФлайZzZа», Ніна Матвієнко, Володимир Кушпет, Сергій Захарець, «Гайдамаки», «Мандри», «Гуляй-Город», до яких приєднався місцевий гурт «Широко закриті очі». Крім того активісти руху подарували місцевим школам сучасні україномовні книги. Директори зраділи подарункам, оскільки від держави в шкільні бібліотеки майже не надходить літератури. Потім активісти роздали на вулицях 1,5 тис. книжечок «Зроби подарунок Україні! Переходь на українську!», а також значки з написом «Міняю часы на годинник», які всі перехожі охоче брали. Концерт відвідало 600 осіб і 15 журналістів. Допомагало в організації заходів 14 волонтерів.
Другий концерт пройшов 30 квітня 2007 року в Житомирі. У день концерту на вулицях волонтери роздали жителям міста 4000 книжечок під назвою «Зроби подарунок Україні! Переходь на українську!», в яких зібрано поради, як перейти на українську мову. Також перехожим роздавали значки з написом «Міняю „часы“ на годинник». Активісти передали усім 43-м школам Житомира по 30 україномовних книжок, серед яких українські автори Валерій Шевчук та Всеволод Нестайко, а також переклади Джанні Родарі та Умберто Еко. Концерт відбувся ввечері в Житомирській обласній філармонії за повної зали глядачів (800 осіб), вхід вільний. На ньому виступали гурти: Мандри, Мотор'ролла, От Вінта та Гуляйгород. Після концерту відбулась жива дискусія музикантів з глядачами. Кількість залучених волонтерів: 14, кількість журналістів: 12.
Третя акція пройшла 10 травня 2007 року в Хмельницькому. Концерт відвідало 1200 глядачів і 14 журналістів, в організації акції та концерту допомагало 24 волонтери.
17 травня 2007 року у Вінниці відбулася четверта акція проекту. Упродовж дня активісти роздали жителям міста 5000 книжечок під назвою «Зроби подарунок Україні! Переходь на українську!». Активісти передали усім 42-м школам Вінниці по 30 україномовних книжок. Увечері відбувся безкоштовний концерт в ККЗ «Райдуга», який зібрав повну залу глядачів разом зі стоячими місцями (3000 осіб). Перед концертом відбулася жива дискусія музикантів з глядачами. Під час концерту першим вийшов на сцену Володимир Кушпет, який зіграв на колісній лірі. Другим виступив Сергій Захарець на бандурі. Потім у порядку появи виступили такі гурти, як От Вінта, Мотор'ролла, Мандри. Публіка дуже тепло сприймала виступ музикантів, наприклад разом з гуртом Мотор'ролла співала їхню пісню «Колір». Кількість залучених волонтерів: 21, Кількість журналістів: 13.
П'ята акція відбулась 30 травня 2007 року в Кіровограді. Кількість присутніх на концерті: 800, кількість залучених волонтерів: 27, кількість журналістів: 12.
Шоста акція відбулась 6 червня 2007 року в Черкасах. Концерт відвідало 1000 глядачів В організації заходів допомагало 18 волонтерів. Освітлювало події 12 журналістів.
Сьома музично-інтерактивна акція відбулася в 21 червня 2007 року Сумах. Концерт у залі Театру імені Щепкіна розпочався о 18:00, але на нього потрапили не всі охочі, оскільки вже о 17:30 усі місця були зайняті. Концерт розпочався з народних пісень у виконанні гурту «Гуляйгород» і гри на лірі та бандурі у виконанні учасників популярного у 1970-1980-х роках ВІА Кобза Володимира Кушпета і Сергія Захарця. Потім розпочалася рокова частина концерту. На розігріві вже за традицією виступав місцевий україномовний гурт, яким у Сумах став «Etc». Потім були «От вінта!», «Мотор'ролла» і «Мандри». Під кінець концерту публіка вже розігрілась і співала разом з музикантами. Крім того, в рамках акції школи Сум отримали понад 1100 книжок україномовної літератури, а активісти роздали перехожим понад 4500 книжечок «Зроби подарунок Україні! Переходь на українську!». Кількість присутніх на концерті: 1500, кількість залучених волонтерів: 21, кількість журналістів: 14.
24 серпня 2007 року. Київ та вісім обласних центрів України. Роздавання книжечок «Зроби подарунок Україні! Переходь на українську!» та значків «Міняю часы на годинник». Міста: Київ, Хмельницький, Житомир, Вінниця, Черкаси, Чернігів, Кіровоград, Суми, Полтава. Кількість залучених волонтерів: 200, кількість журналістів: 24. Консультування: Бенедикт Банне (Франція), Богдана Кліда та Оріяни Масюк (Канада).
21 жовтня 2007 року Запоріжжя стало дев'ятим містом, у якому відбулась акція. Концерт відбувся у палаці спорту Юність і його відвідало 4000 осіб. Виступали гурти: Мотор'ролла, Мандри, От Вінта!, «Гуляйгород», а також Володимир Кушпет і Сергій Захарцев. На відміну попередніх концертів не вдалося залучити місцевий колектив, оскільки він на противагу основним учасникам відмовився виступати безкоштовно і запросив гонорар. Волонтери роздали на вулицях понад 10000 брушур, а комплекти україномовних книг отримали 79 шкіл. Кількість залучених волонтерів: 23, кількість журналістів: 17.
30 листопада 2007 року — Севастополь, кількість присутніх: 300, кількість журналістів: 10.
Десятий концерт в рамках проекту відбувся 16 лютого 2008 року в Дніпропетровську Спортивному комплексі «Метеор». Виступали такі українські гурти та виконавці, як «Мандри», «Мотор'ролла», «ФлайZzZа» (ледве не скасували концерт через проблеми ps здоров'ям у одного з музикантів), «Фліт», а також «Гуляйгород», який виконував автентичні українські пісні, зібрані в селах центральної України, як у традиційному так і сучасному аранжуваннях. Сама ж акція розпочалася за два тижні до концерту. Під час активісти руху подарували всім 95-ти місцевим україномовним школам по комплекту сучасних україномовних книг (станом на момент акції україномовними були 95 із 162-х шкіл Дніпропетровська). Крім того роздали на вулицях, у школах і на концерті 10 тис. книжечок «Зроби подарунок Україні! Переходь на українську!», а також значки з написом «Міняю часы на годинник». Концерт відвідало 6000 осіб і 21 журналіст. Допомагало в організації заходів 17 волонтерів.

## Брошура «Зроби подарунок Україні! Переходь на українську!»
Брошура «Зроби подарунок Україні! Переходь на українську!» — психологічний порадник жителям зрусифікованих міст як подолати мовний бар'єр і безболісно перейти на українську. Під час самих акцій у 2007 і 2008 роках у 12 обласних центрах роздано 50000 таких книжечок. Їх роздавали на самих концертах, прес-конференціях, вулицях, у школах та інших місцях. Цю книжечку також продовжували роздавати і впродовж кількох років після завершення інтерактивно-музичних акцій.
Зміст
1. Мета акції «Зроби подарунок Україні! Переходь на українську!»
2. Варіанти поведінки, якщо людина погано володіє українською мовою (максимум, чемний, симпатик, мінімум).
3. Розповідь лідера гурту «Мандри» Фоми про свій досвід переходу на українську в Києві.
4. Навіщо взагалі підтримувати українську?
5. Мапа поширення української мови станом на 1914 рік.
6. Цілі руху «Не будь байдужим!»
7. Способи як полегшити перехід на українську мову, або просто її підтримати для всіх чотирьох варіантів поведінки.

## Мета мета проекту та погляди його учасників
Метою акції було допомогти людям, які хотіли б розмовляти українською, але не наважуються подолати психологічний бар'єр у російськомовному середовищі.
Акція була спрямована передусім на молодь. Один із авторів брошури Денис Салмигін вважав, що саме від неї залежить, яким буде майбутнє. Що рішення перейти на українську і ступінь переходу (програма максимум чи мінімум) повинні бути особистим вольовим вибором кожного громадянина. Потрібно тільки нагадувати людям про необхідність такого кроку і для чого це потрібно.
Під час концертів музиканти вели живе спілкування з аудиторією, під час якого обговорювали важливість української мови для побудови Держави, наголошували на необхідності її поширення для її збереження, розповідали про власні приклади переходу на українську мову, адже, за їхніми словами, всі вони колись розмовляли російською.
Акція була спрямована на те, щоб прищеплювати любов до рідної мови силою мистецтва, а не якимись адміністративними засобами. Наприклад, лідер гурту «Мандри» Фома зізнався, що до 23-х років розмовляв російською, а перейти на українську його спонукало саме прослуховування українського року. За словами Андрія Тимчука з гурту ФлайzZzа, спочатку він писав для своїх пісень російськомовні тексти, а українською почав лише після фестивалю «Червона руда», куди приймали на який брати тільки з україномовними піснями. Учасники акцій постійно наголошували, що перехід на українську мову не повинен бути силовим.
Музиканти і організатори всіляко відхрещувалися від політики і стверджували, що їхніми меценатами є середній та дрібний бізнес, а також всі небайдужі громадяни.
За словами лідера гурту «Мандри» Фоми, брати участь у акціях його спонукав поклик душі, оскільки він розчарувався у політиках:
|                                 | Я завжди казав і стою на своєму, що коли ми не любимо свого, то ніколи не полюбимо чужого. Дехто пробує нам закидати, що ми виступаємо проти Росії. Але це дурня. Ми не проти Росії, а проти тотальної русифікації. У той час. коли Державна дума виділяє фантастичні суми на мовну та культурну експансію в Україну, наші державні чиновники за 15 років нічого не спромоглися протиставити. Хочу також сказати, що нас не підтримує жодна політична партія, а спонсорами є бізнесмени середнього рівня, котрим обридло соромитися того, що вони українці й люблять Україну. Наша акція - це спроба довести людям, що дві державні мови, про які так клопочуться певні політики - смерть для України. З цього приводу я наведу конкретний приклад. Коли Чехія вийшла зі складу Австро-Угорської імперії, національний уряд ухвалив рішення про заборону використання німецької мови в державних інституціях та у великому бізнесі. Тоді вся еліта й інтелігенція перейшли на свою рідну мову, і там за кілька років зникла мовна проблема. А що ми бачимо у нас? Віце-прем'єр-міністр Микола Азаров знущається з мови корінного народу, і всі мовчать. |
| — Фома під час акції у Вінниці, | |

За словами лідера гурту «Мотор'ролла» Сергія Присяжного, в шкільні роки він соромився української мови, оскільки її тоді в Києві називали «бичачою». Але згодом зрозумів, що Україна — його Батьківщина і став переконаним патріотом:
|                                             | У нашій акції беруть участь дуже багато етнічних росіян, котрі вважають Україну своєю рідною землею. А хіба можна в такому випадку не знати мови свого народу? Звичайно, ні. А починали ми з того, що "воювали" з російськомовними журналами, а пізніше згуртувалися. Але ось що мене дивує: я знаю чимало людей, котрі народилися і виросли у Вінниці, але, перебравшись до Києва, одразу перейшли на російський суржик. Чому вони соромляться рідного слова? Тому ми високо підняли гасло "Ні - Малоросії!". Ви погляньте, що пропонується радіослухачу та телеглядачу, я вже мовчу про друковані ЗМІ - мінімум українського продукту. Ви думаєте, що у нас немає власного якісного "товару"? Є і дуже багато. Взяти, приміром, того ж таки Олега Скрипку, котрого постійно запрошують у Європу, а відомі "Гайдамаки" звідти не "вилазять". Незабаром поїдуть у Польщу "Мандри". На черзі - ми. а це все виключно україномовні фольк- чи рок-групи. Тобто нас там знають значно ліпше, ніж в Україні. А все тому, що в державі немає українського радіо. |
| — Сергій Присяжний під час акції у Вінниці, | |